# Anemóna
Az anemóna (Heteractis) a virágállatok (Anthozoa) osztályának tengerirózsák (Actiniaria) rendjébe, ezen belül a Stichodactylidae családjába tartozó nem.

## Tudnivalók
Az anemónafajok a trópusi tengerek lakói. Számos bohóchallal (Amphiprion) élnek szimbiózisban.

## Rendszerezése
A nembe az alábbi 4 faj tartozik:
- Heteractis aurora (Quoy & Gaimard, 1833)
- Heteractis crispa (Hemprich & Ehrenberg in Ehrenberg, 1834)
- óriás anemóna (Heteractis magnifica) (Quoy & Gaimard, 1833)
- Heteractis malu (Haddon & Shackleton, 1893)

## Képek az anemónafajokról

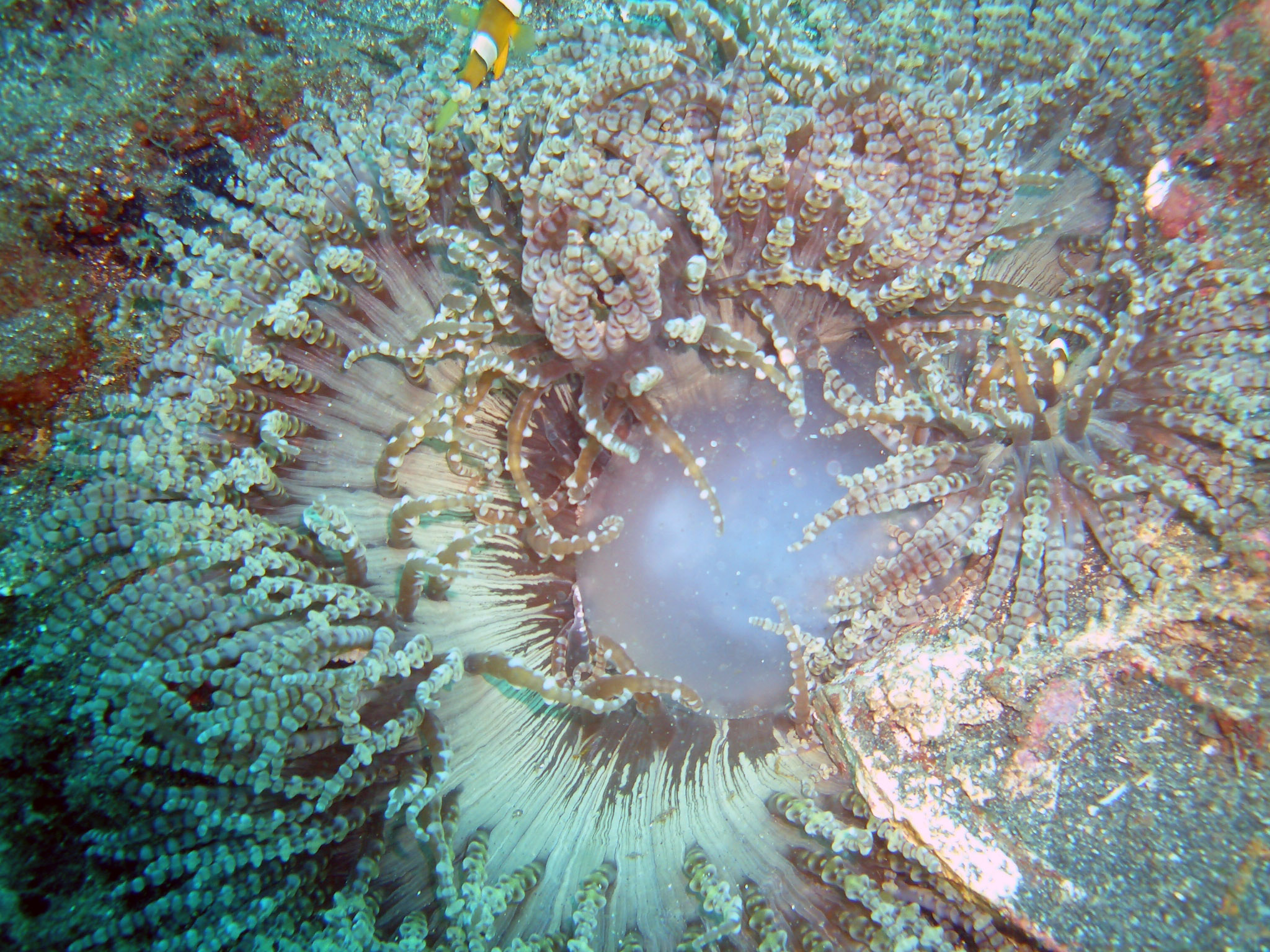
Heteractis aurora
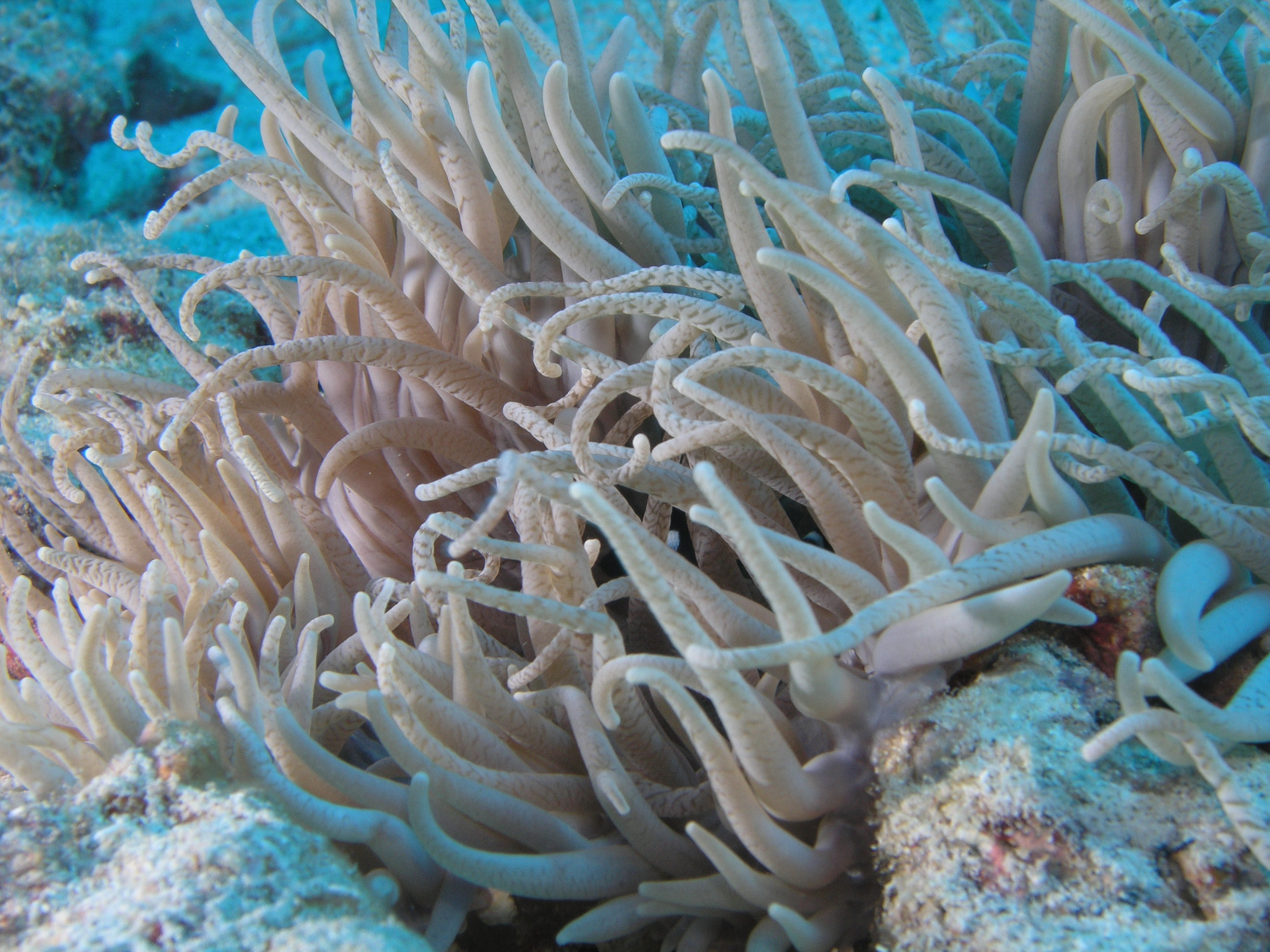
Heteractis crispa
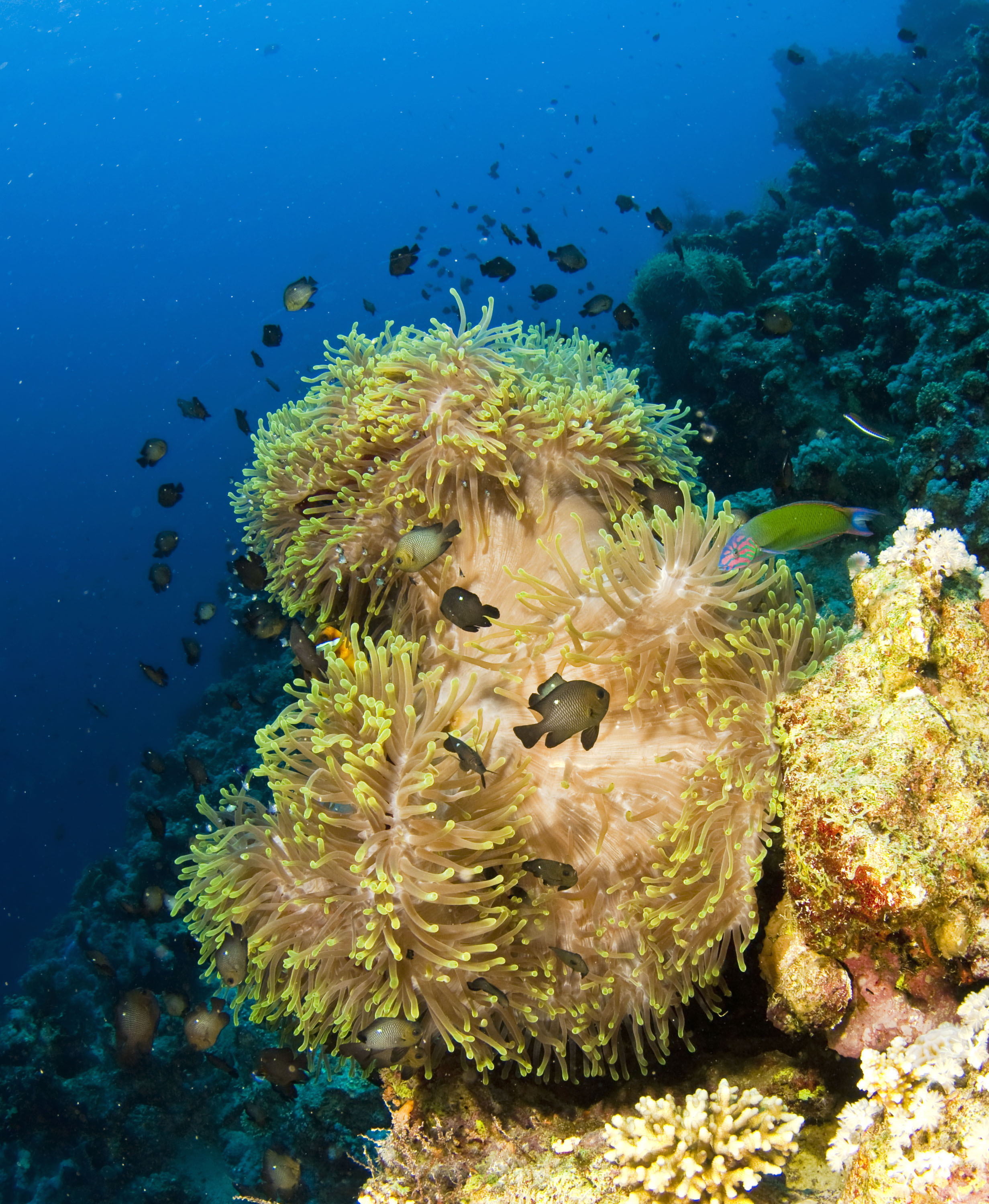
Heteractis magnifica
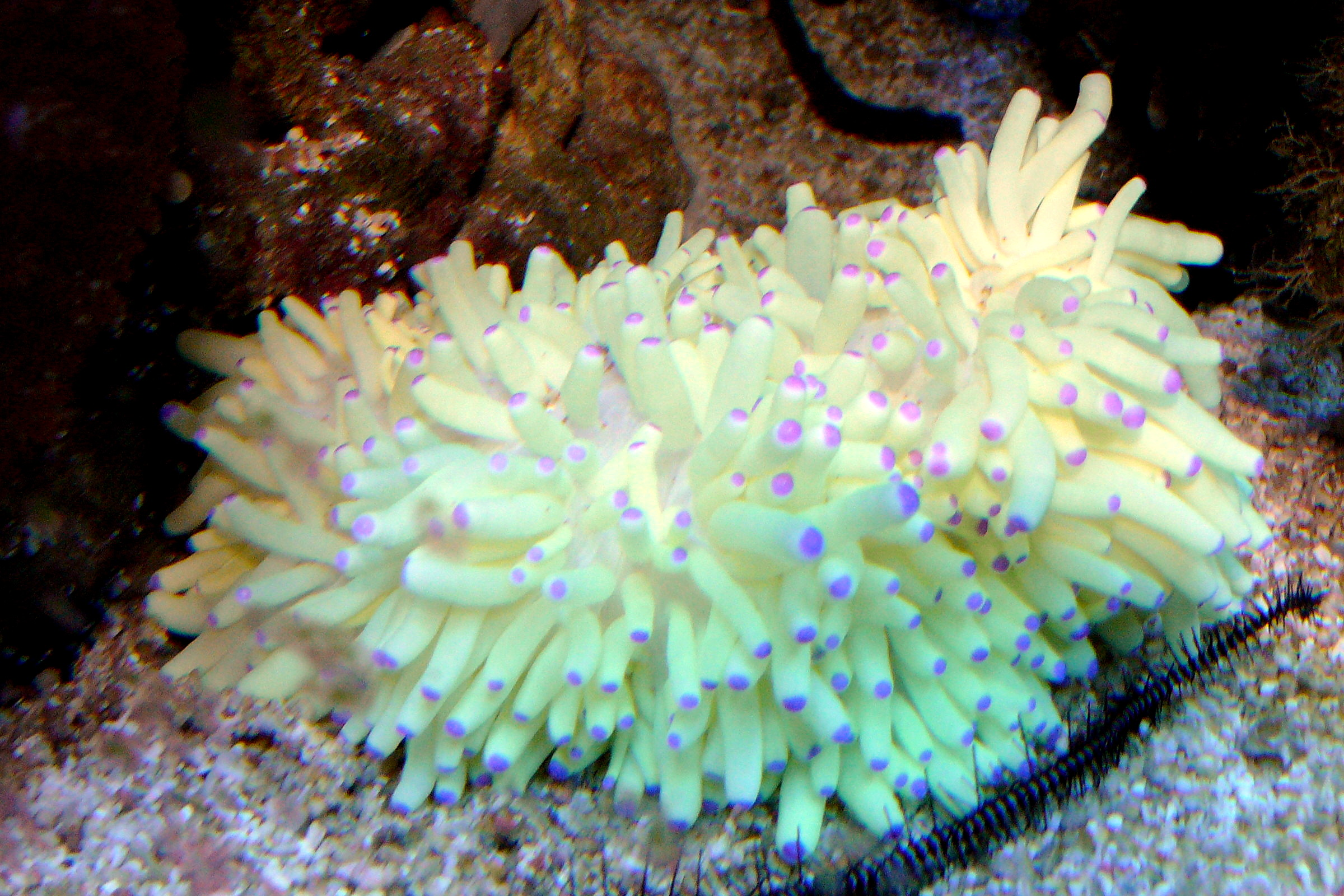
Heteractis malu

### Fordítás
- Ez a szócikk részben vagy egészben  a   Stichodactylidae című angol Wikipédia-szócikk ezen változatának fordításán alapul.  Az eredeti cikk szerkesztőit annak laptörténete sorolja fel. Ez a jelzés csupán a megfogalmazás eredetét és a szerzői jogokat jelzi, nem szolgál a cikkben szereplő információk forrásmegjelöléseként.